# Oxisol

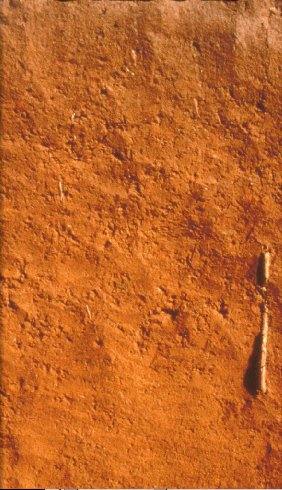
Perfil d'un oxisol

Els oxisols són un ordre en la taxonomia de sòls USDA, ben coneguts per la seva presència en selves tropicals humides, a 15-25° nord i sud de l'equador terrestre. Alguns oxisols havien estat prèviament classificats com a sòls laterítics. Els principals processos de formació del sòl dels oxisols són la meteorització, humidificació i edafopertorbació a causa d'animals. Aquests processos produeixen el característic perfil de sòl. Es defineixen com a sòls que contenen en totes les profunditats no més del 10% de minerals meteoritzables, i menys del 10% de saturació de bases. Els oxisols sempre tenen color vermell o groc, a causa de l'alta concentració de ferro (III) i òxid en hidròxids d'alumini. A més, contenen quars i argila caolinita, i més petites quantitats d'altres minerals d'argila i de matèria orgànica.
El terme oxisol prové d'oxidi, en referència a la dominància de minerals oxidats com la bauxita. En la classificació de sòls de FAO, els oxisols es coneixen com a ferralsols.